# Ixoca quadrifida
Ixoca quadrifida là loài thực vật có hoa thuộc họ Cẩm chướng. Loài này được Soják mô tả khoa học đầu tiên.